# Vlag van Bălți

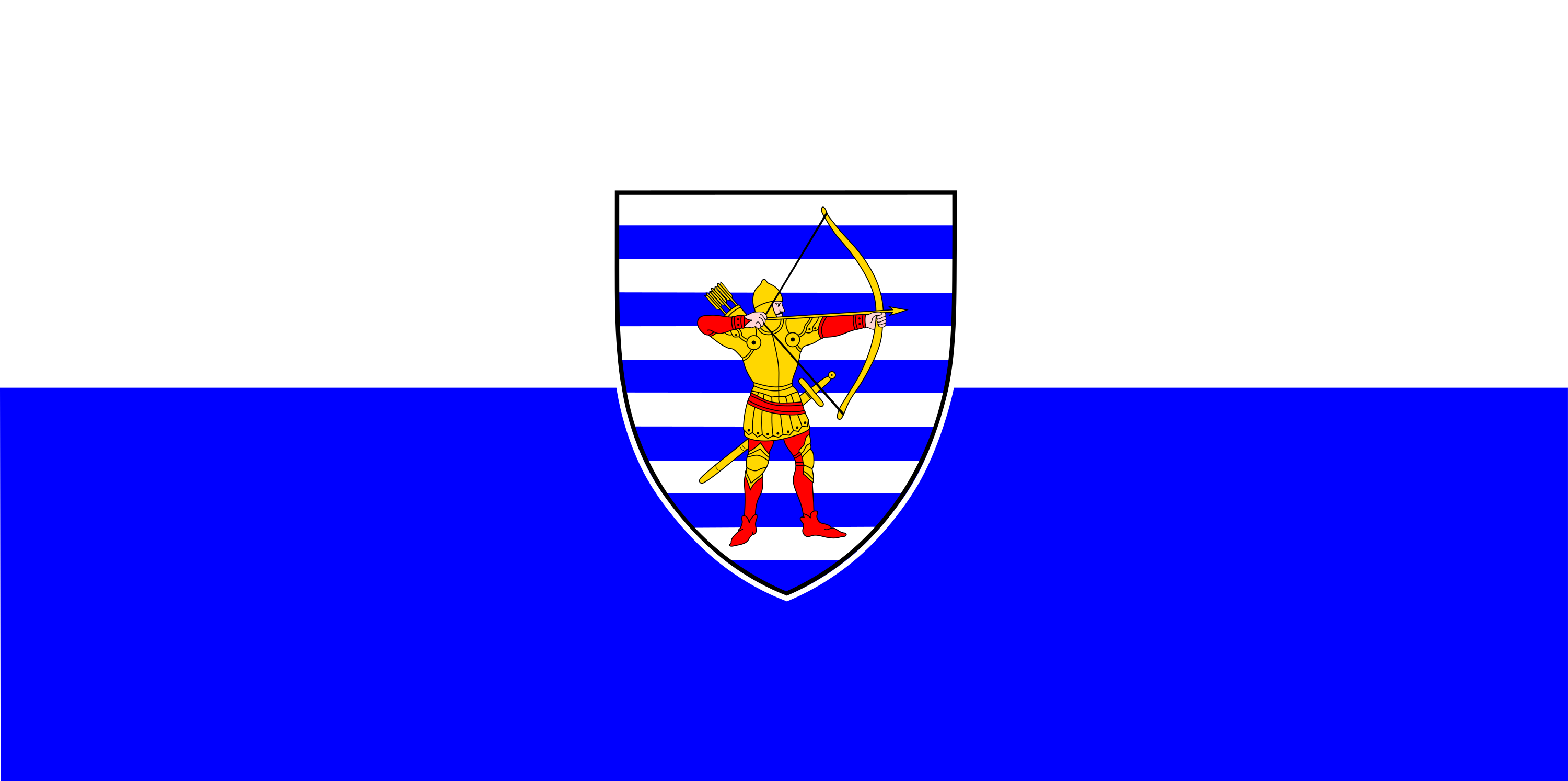
Vlag van Bălți

De vlag van Bălți werd op 7 april 2006 goedgekeurd door de gemeenteraad. De vlag bestaat uit twee horizontale banen: wit (boven) en blauw (onder). Het belangrijkste element van het wapen bevindt zich in het midden van de vlag - een schild met de afbeelding van een boogschutter. De vlag werd ontworpen door Silviu Tabac, een lid van de Staatscommissie voor Heraldiek.